# 茂原長柄スマートインターチェンジ
茂原長柄スマートインターチェンジ（もばらながらスマートインターチェンジ）は、千葉県茂原市国府関にある、首都圏中央連絡自動車道（圏央道）のスマートインターチェンジ。
茂原市と長生郡長柄町との境界付近に位置し、敷地の一部が長柄町にかかっている。

## 概要
本線直結型で、利用可能車種はETC搭載の全車種で24時間運用。上下線ともに出入可である。

## 歴史
- 2013年（平成25年）6月11日 : 国土交通省より連結許可が下りる[2]。
- 2019年（平成31年）4月24日 : IC名称が「茂原長柄スマートIC」で正式決定[3]。
- 2020年（令和2年）2月16日 : 供用開始[4]。

## 周辺
- 長生の森公園（長生の森公園野球場）
- 長柄町役場
- 茂原市街地
- リソル生命の森
- 長柄ダム
- ロングウッドステーション
- 道の駅ながら
- 塩田記念病院
- 緑ケ丘住宅地（緑ケ丘リゾーン）

## 接続する道路
- 直接接続
  - C4首都圏中央連絡自動車道(102-1番)
  - 茂原市道3級4221号線
- 間接接続
  - 千葉県道14号千葉茂原線（茂原街道）

## 隣
C4 首都圏中央連絡自動車道
(102) 茂原北IC - (102-1) 茂原長柄SIC - (103) 茂原長南IC